# Yottabyte
En yottabyte er 1024 byte = 1000000000000000000000000bytes. Forkortes YB.
Yotta-præfikset betyder 1024, men har i computermæssig sammenhæng betydet 280. Yobi er et nyt præfiks, som betyder 280. IEC anbefaler at bruge betegnelse yobibyte, når der beskrives datamængder, som er et multiplum af 280 byte.
Per. 2007 er der ingen computer med en lagerkapacitet på eller over en yottabyte. Hele verdens samlede mængde computerlagerkapacitet blev i 2006 anslået til at være omkring 160 exabyte, eller 0,016% af en yottabyte. Den samlede mængde blev projekteret til at nå en zettabyte i 2010 (0,1% af en yottabyte).

## Fodnoter
1. ↑  "Expanding Digital Universe IDC White Paper (pdf)" (PDF). Arkiveret fra originalen (PDF) 27. juni 2013. Hentet 24. juni 2013.